# 加兹尼机场
加兹尼机场是一座位于阿富汗东部加兹尼省加兹尼的机场，机场紧邻加茲尼—坎大哈公路。机场的服务对象主要是加兹尼省及附近省份的人口。该机场自2013年晚些时候开始有民用航班运营，并在不断发展当中。

## 历史
以前这里是一座军用机场，在阿富汗战争之后，阿富汗政府决定将这里改建成为一座国际机场。 机场拥有一条方向为15/33，长度为1,000英尺（305）的跑道。政府计划兴建两条飞机跑道，原预计整个工程于2014年完成。在2013年12月底时，一个小型私人航空公司的飞机在加兹尼机场降落，标志着机场的改建一期工程完成。

## 航空公司及航点
| 航空公司         | 目的地 |
| ---------------- | ------ |
| 乌法克沙尔克航空 | 喀布尔 |